# 魔女の家
『魔女の家』（まじょのいえ、英題：The Witch's House）は、ふみーによって制作され2012年10月3日にフリーウェアとして公開されたRPGツクールVX製のホラーアドベンチャーゲーム。ふりーむ!において公開されているダウンロードゲームであり、最新版は2017年5月14日公開のver.1.08となっている。本作は「謎解きのおもしろさや斬新な設定」でニコニコ動画のゲーム実況においても話題になったとされ、ふりーむ!の累計ダウンロードランキングでは1位（2014年10月31日時点）となっている。
RPGツクールMVでリマスターされた『魔女の家MV』（英題：The Witch's House MV）が、2018年10月31日にDANGEN EntertainmentよりSteam向けにリリースされ、2022年10月13日にNintendo Switch、PlayStation 4、Xbox One版が発売された。

## 概要
森の奥に位置する魔女の家からの脱出を目的としたホラーゲームであり、プレイヤーは手がかりをもとに謎を解いていくが、行動や選択肢を誤ると主人公の少女ヴィオラは即死してしまう。作中において登場する「魔女の日記」からは、主である魔女の半生を断片的に知ることができる。そして最深部にある日記から、魔女の本当の目的が明らかとなる。

## 評価と影響
Jay is gamesでは、数多くの仕掛けによる無残な死と『Ib』の非日常的な恐怖感を併せ持った作品として紹介されている。
もぐらゲームスの記事では、「ホラー要素の卓越性はもちろん、『かわいい』と『怖い』の相性の良さに驚かされ」たと評されており、「いたいけな少女が、世にも壮麗な館で、愛くるしい動物たちに囲まれているからこそ、彼女を襲うおぞましいシチュエーションの異様さがいっそう際立つ」とされている。また複数用意されたエンディングデモについては、「鮮やかな手法」によって「今までのプレイすべての意味すら変えてしまう」ものであり、「本作を名作たらしめている」と評されている。
ツクールwebのコーナー「名作図書館」では、「何かに追い掛けられる恐怖、部屋の禁忌に触れ無残にやられる恐怖、謎解きに失敗できない緊張から来る恐怖など、バリエーションも豊かな恐怖が『楽しめる』」と評されており、また仕掛けごとに独自の「死に方グラフィック」を用意している点についても評価されている。
4Gamer.netの記事において徳岡正肇は、RPGツクールによる名作の一つとして『To the Moon』とともに本作をあげている。
エキサイトニュースの記事「RPGツクールで作ったゲームが2010年代日本で人気の不思議」において飯田一史は、『ゆめにっき』『青鬼』『Ib』『魔女の家』という「先駆があったおかげ」で「ホラー、ダークファンタジーが隆盛している」と述べている。ゲームサークル「ブリキの時計」が『クロエのレクイエム』（2013年公開）を制作するきっかけは、本作をプレイしたことであるという。
ニコニコ超会議2015における五味弘文プロデュースの超ホラーゲームお化け屋敷では、『青鬼』『クロエのレクイエム』『月光妖怪』『Death Forest』とともに題材となった。ニコニコ超会議2016の超ホラーゲームお化け屋敷においても、『殺戮の天使』『7 Days to Die』『つぐのひ』『Death Forest』『青鬼』とともに題材となっている。

## エレンの日記
2013年10月31日にエンターブレインから小説『魔女の家 エレンの日記』（イラスト:おぐち、ISBN 978-4-04-729171-3）が発売された。作者であるふみー自身が執筆を担当しており、ゲーム原作者による書き下ろし小説はフリーホラーゲーム史上初めてとされる。悪魔と出会い魔女となった少女エレンの物語であり、ゲーム本編に先立つ内容である。青文出版集団から2014年10月22日に中国語訳版（ISBN 978-986-3-10535-0）が発売された。
また影崎由那によるコミカライズ版が『月刊ドラゴンエイジ』（KADOKAWA）2017年7月号から連載されており、同年12月10日に ドラゴンコミックスエイジから単行本（ISBN 978-4-04-072530-7）として発売されている。
小説『魔女の家 エレンの日記』のKindle版として魔女の家 エレンの日記【電子書籍版 特典付き】も発売されている。テキストは紙書籍版とほぼ同一。一部加筆、修正あり。書籍版との違いは、小説執筆当時にお蔵入りしていた掌編「黒猫のモノローグ」が収録されていること、原作者書き下ろしの表紙1点挿絵35点が収録されていることである。

## 魔女の家MV
2018年10月31日にDANGEN Entertainmentから『魔女の家MV』がSteam向けにリリースされた。開発ツールはRPGツクールVXからRPGツクールMVに変更されている。Steamで対応言語で日本語、英語、韓国語、中国語（繁体字&簡体字）、フランス語、ドイツ語、ポルトガル語（ブラジル）、ロシア語、トルコ語、スペイン語（ラテンアメリカ）。魔女の家の作者であるふみーによれば、キャラクター、マップなど、すべてのグラフィックを作り直し、2Dならではの美しさ、「魔女の家」らしい雰囲気作りにこだわり、開発期間は、フリー版の５倍以上を費やしたということである。
グラフィック向上のほか、フリー版にはない新要素として、難易度選択が実装されている。高難易度モードでは、フリー版と比較して謎解きなどの攻略方法が変更されたほか、日記の内容等が変更されるなど、フリー版にはなかった要素が追加されている。